# Michael Abels
Pour les articles homonymes, voir Abels.
 (octobre 2015).
Si vous disposez d'ouvrages ou d'articles de référence ou si vous connaissez des sites web de qualité traitant du thème abordé ici, merci de compléter l'article en donnant les références utiles à sa vérifiabilité et en les liant à la section « Notes et références ».
Michael Abels, né le 8 octobre 1962 à Phoenix en Arizona, est un compositeur américain.
Son œuvre la plus connue est Global Warming, composée en 1991. Son opéra Homies and Popz, commandé par le Los Angeles Opera, a été créé en 2000. Au cinéma, il a surtout composé la musique des films de Jordan Peele.
Il est lauréat en 2023 du Prix Pulitzer de musique.

## Biographie

### Formation

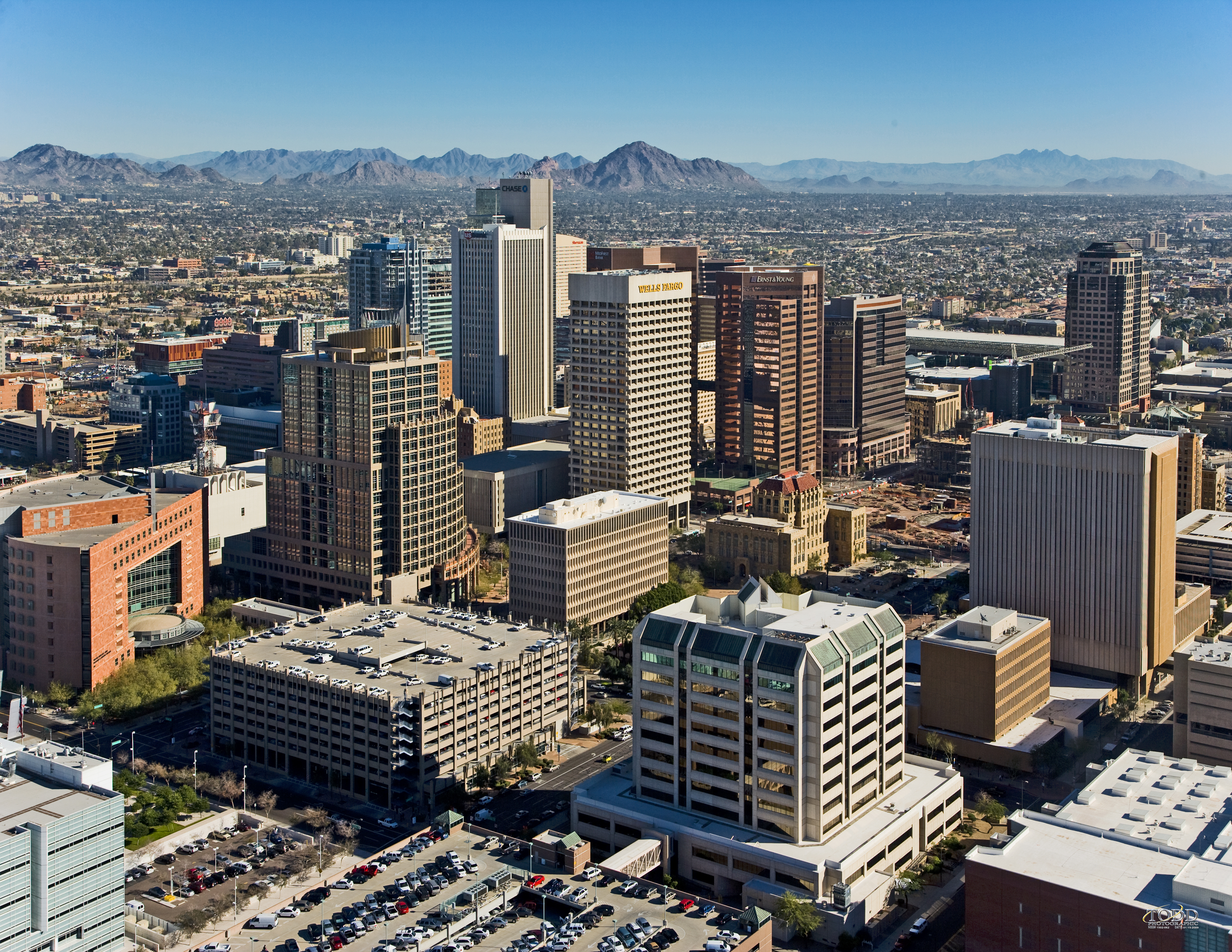
Phoenix, sa ville natale, en Arizona

Il passe sa jeunesse dans le Dakota du Sud avec ses grands-parents. Sa première rencontre avec la musique se fait avec le piano de famille. Dès l'âge de quatre ans, il exprime sa curiosité innée envers la musique. Ses grands-parents, amateurs de musique, convainquent le professeur local de le prendre comme élève malgré son âge. Il compose sa première œuvre à l'âge de huit ans. La première audition d'une de ses œuvres a lieu lorsqu'il a 13 ans : « J'étais totalement fasciné par la façon dont la musique fonctionnait et ce qu'elle procurait. Le fait que vous assembliez des notes et qu'elle provoque de telles émotions m'a toujours stupéfait ». Il quitte Phoenix pour aller étudier à l'Université de Californie du Sud à Los Angeles. Né métis, Abels décide de s'y installer et de s'immerger dans un environnement urbain multi-culturel. Finalement, il étudie la technique des percussions africaines et s'engage dans une église baptiste pour explorer davantage ses racines afro-américaines.

### Carrière
Le révérend James Cleveland, un artiste renommé de gospel, lui demande de faire des arrangements pour son prochain album. Peu après, le Phoenix Symphony lui commande des arrangements pour un évènement collaboratif au chœur baptiste local. À propos de ces pièces, Abels déclare « Elles offrent vraiment une grande expérience de culture croisée. Il n'y a pas de groupe plus enthousiaste qu'un chœur d'église de noirs. Quand un orchestre vous donne autant d'énergie, cela vous emmène dans un autre monde ».
C'est durant cette période qu'il compose son œuvre la plus connue en 1991, Global Warming. Il décrit la façon dont cette pièce est née : « Global Warming  a été écrite au moment de la chute du mur de Berlin, au moment où la Guerre froide est en train de s'achever. Habitant à Los Angeles, j'avais la possibilité d'entendre la musique venant du monde entier, simplement en ouvrant la fenêtre. Mes voisins étaient des immigrants des quatre coins du monde. J'étais intrigué par les ressemblances entre la musique populaire des différentes cultures et j'ai décidé d'écrire une pièce qui célébrerait ces traits communs et la soudaine amélioration des relations internationales qui était en train de se produire. Alors que la pièce était une commande pour l'orchestre d'une cité du désert, Phoenix, Arizona, Global warming était le titre qui réunissait le mieux toutes ces idées ».
Cette œuvre à la croisée des genres a été jouée plus de cent fois, par les plus importants orchestres, renforçant sa place dans le répertoire. Mêlant des éléments des musiques populaires arabes et irlandaises, Global Warming donne corps aux penchants multi-culturels de Abels : « Je suis influencé par de nombreux styles de musique. Je me sens obligé de l'explorer dans ma propre musique. Pourtant, j'ai une voix artistique précise qui est ma propre perspective du monde, un prisme à travers lequel mes idées se réfléchissent. »

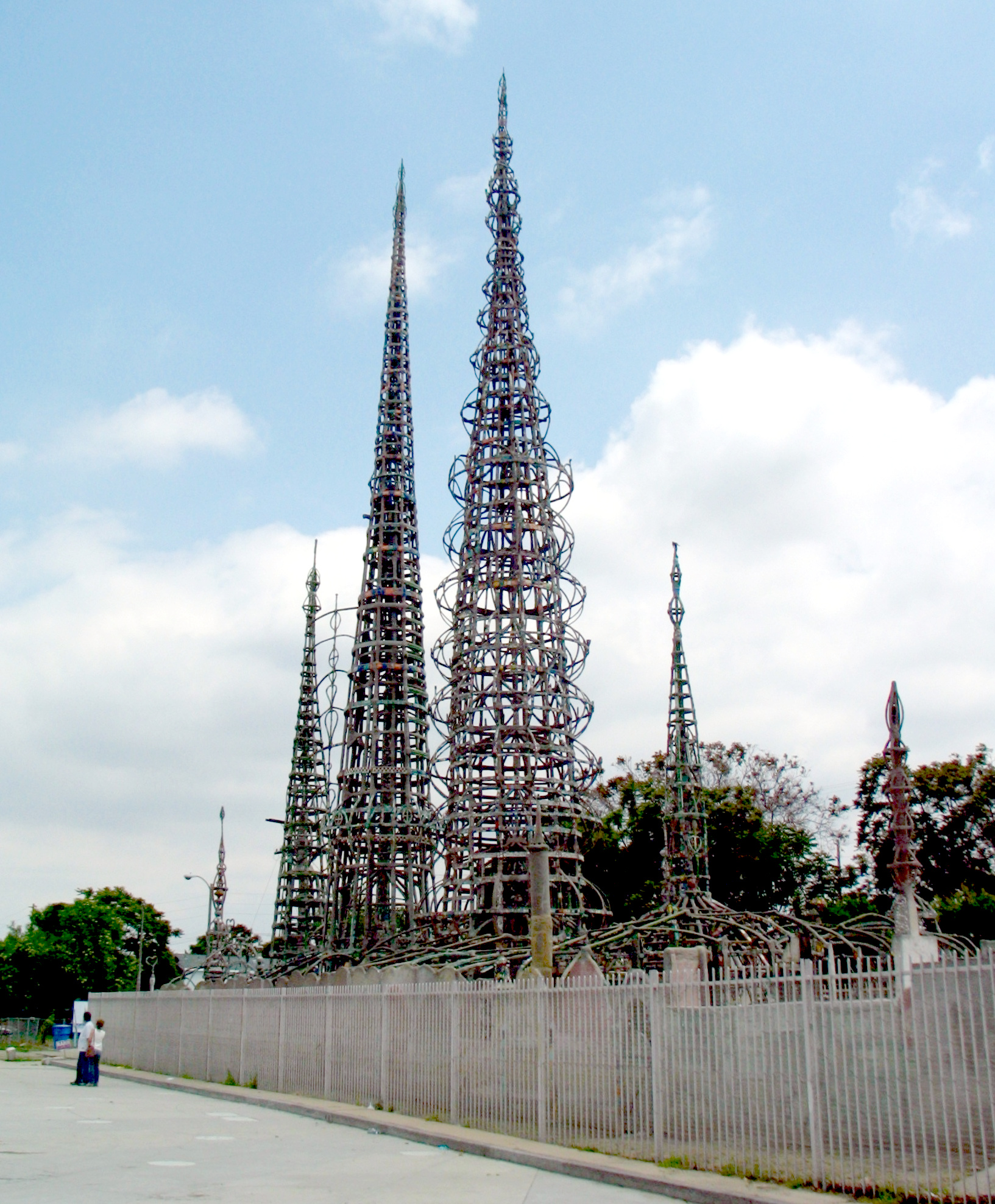
Les Watts Towers, 1765 East 107th St., Los Angeles.

En 2004, Abels compose et arrange une partition tirée de thèmes de Giuseppe Verdi, pour son œuvre Yo, Sam, une chanson hip-hop à propos des Watts Towers. On peut entendre cette chanson sur la bande son de I build a tower, un documentaire sur la vie de Simon Rodia, le créateur de ces sculptures.
Pour son opéra Omar, inspiré de l'histoire d'Omar ibn Saïd, composé avec Rhiannon Giddens, il reçoit en 2023 le Prix Pulitzer de musique.

## Filmographie
Sauf indication contraire, les informations mentionnées dans cette section peuvent être confirmées par la base de données cinématographiques IMDb,  présente dans la section « Liens externes ».

### Cinéma
- 2017 : Get Out de Jordan Peele
- 2019 : Us de Jordan Peele
- 2019 : Bad Education de Cory Finley (en)
- 2021 : Les Pages de l'angoisse de David Yarovesky
- 2022 : Nope de Jordan Peele
- 2023 : Death Business (The Burial) de Maggie Betts
- 2024 : The American Society of Magical Negroes de Kobi Libii